# Улица Лагоды (Санкт-Петербург)
Улица Лагоды — улица в Красногвардейском районе Санкт-Петербурга. Начинается от Объездного шоссе, идёт параллельно Бокситогорской улице и сходится с ней у шоссе Революции.

## История
Получила название в конце 1930-х годов в честь пулемётчика Семёна Фёдоровича Лагоды. Застройка и / или реконструкция осуществлялась в 1939—1954 годах. В 1990 году квартал был расселён, но заброшен, о чём был снят репортаж в программе Ленинградского ТВ «Пятое Колесо». Полуразрушенные дома квартала использовались в качестве декораций штурма Грозного в фильме А. Невзорова «Чистилище». В середине 2000-х годов земля была продана с торгов, но разразившийся экономический кризис позволил приступить к работам лишь несколькими годами позднее. К 2013 году все строения квартала были снесены, выросшие деревья — спилены и выкорчеваны.
Изначально улица Лагоды начиналась от Ириновского проспекта, но в 1960-е годы часть улицы до Объездного шоссе вошла в состав территории объединения «Сокол».

## Пересечения
- Объездное шоссе
- Бокситогорская улица

## Транспорт
Ближайшая станция метро — «Ладожская».